# 清朝兵部尚书列表
下表列出清朝兵部尚书：

## 兵部滿尚書
| 序号 | 姓名       | 籍贯           | 上任时间                                  | 任前职务           | 卸任时间                                  | 卸任原因         |
| ---- | ---------- | -------------- | ----------------------------------------- | ------------------ | ----------------------------------------- | ---------------- |
| 1    | 韓岱       | 宗室           | 顺治元年 （1644年）                       |                    | 順治三年正月壬戌 （1646年3月1日）         | 改鑲白固子       |
| 2    | 譚拜       | 滿洲正白旗     | 順治三年二月甲申 （1646年3月23日）        | 兵部左侍郎         | 順治四年四月乙亥 （1647年5月8日）         | 改吏部尚書       |
| 3    | 阿哈尼堪   | 滿洲鑲黃旗     | 順治四年四月乙亥 （1647年5月8日）         | 都統               | 順治七年三月癸酉 （1650年4月20日）        | 改禮部尚書       |
| 4    | 明安達禮   | 蒙古正白旗     | 順治七年三月癸酉 （1650年4月20日）        | 兵部左侍郎         | 順治十年二月辛酉 （1653年3月23日）        | 革               |
| 5    | 噶達渾     | 滿洲正紅旗     | 順治十年三月丙戌 （1653年4月17日）        | 戶部尚書           | 順治十四年五月甲辰 （1657年6月13日）      | 去世             |
| 6    | 伊圖       | 覺羅           | 順治十四年五月丁巳 （1657年6月26日）      | 宗人府啟心郎       | 順治十七年五月乙卯 （1660年6月8日）       | 改吏部尚書       |
| 7    | 阿思哈     | 滿洲正黃旗     | 順治十七年五月甲子 （1660年6月17日）      | 刑部右侍郎         | 順治十七年六月乙酉 （1660年7月8日）       | 管左都御史       |
| 8    | 蘇納海     | 滿洲正白旗     | 順治十七年六月己丑 （1660年7月12日）      | 工部尚書           | 順治十八年九月癸未 （1661年10月29日）     | 遷內國史院大學士 |
| 9    | 明安達禮   | 蒙古正白旗     | 順治十八年九月甲午 （1661年11月9日）      | 理藩院尚書         | 康熙六年正月乙巳 （1667年2月22日）        | 改吏部尚書       |
| 10   | 阿思哈     | 滿洲正黃旗     | 康熙六年二月戊辰 （1667年3月17日）        | 鑲白旗滿洲都統     | 康熙六年三月乙酉 （1667年4月3日）         | 改吏部尚書       |
| 11   | 噶褚哈     | 滿洲           | 康熙六年三月乙酉 （1667年4月3日）         | 正紅旗滿洲都統     | 康熙八年五月庚申 （1669年6月26日）        | 坐鼇拜黨，殺     |
| 12   | 科爾科代   | 滿洲           | 康熙八年六月癸亥 （1669年9月29日）        | 工部左侍郎         | 康熙十年五月甲寅 （1671年6月10日）        | 解               |
| 13   | 明珠       | 滿洲正黃旗     | 康熙十年十一月壬申 （1671年12月25日）     | 左都御史           | 康熙十四年十月乙卯 （1675年11月17日）     | 改吏部尚書       |
| 14   | 塞色黑     | 滿洲           | 康熙十四年十月壬戌 （1675年11月24日）     | 刑部尚書           | 康熙十六年八月辛未 （1677年9月23日）      | 改禮部尚書       |
| 15   | 喀代       | 滿洲           | 康熙十六年十月庚午 （1677年11月21日）     | 左都御史           | 康熙十七年十二月 （1678年）               | 免               |
| 16   | 郭四海     | 滿洲正紅旗     | 康熙十七年十二月己亥 （1679年1月20日）    | 左都御史           | 康熙二十年二月己亥 （1681年4月3日）       | 改禮部尚書       |
| 17   | 折爾肯     | 滿洲正白旗     | 康熙二十年三月壬申 （1681年5月6日）       | 左都御史           | 康熙二十一年十二月辛巳 （1683年1月5日）   | 去世             |
| 18   | 杭艾       | 滿洲           | 康熙二十一年十月庚寅 （1682年11月15日）   | 左都御史           | 康熙二十二年六月癸未 （1683年7月6日）     | 改戶部尚書       |
| 19   | 哈占       | 滿洲正黃旗     | 康熙二十二年八月戊申 （1683年9月29日）    | 川陝總督           | 康熙二十四年四月辛丑 （1685年5月14日）    | 改禮部尚書       |
| 20   | 伊桑阿     | 滿洲正黃旗     | 康熙二十四年五月己丑 （1685年7月1日）     | 吏部尚書           | 康熙二十六年二月辛亥 （1687年3月15日）    | 改禮部尚書       |
| 21   | 鄂爾多     | 滿洲           | 康熙二十六年二月壬戌 （1687年3月26日）    | 總管內務府大臣     | 康熙二十七年二月丙辰 （1688年3月14日）    | 改戶部尚書       |
| 22   | 阿蘭泰     | 滿洲鑲藍旗     | 康熙二十七年二月丙辰 （1688年3月14日）    | 兵部尚書           | 康熙二十七年五月癸未 （1688年6月9日）     | 改吏部尚書       |
| 23   | 紀爾他布   | 滿洲           | 康熙二十七年五月丁亥 （1688年6月13日）    | 正紅旗滿洲都統     | 康熙三十年正月乙卯 （1691年2月26日）      | 解，出征         |
| 24   | 馬齊       | 滿洲鑲黃旗     | 康熙三十年正月乙卯 （1691年2月26日）      | 左都御史           | 康熙三十三年二月乙巳 （1694年4月11日）    | 改戶部尚書       |
| 25   | 索諾和     | 滿洲正藍旗     | 康熙三十三年二月乙巳 （1694年4月11日）    | 工部尚書           | 康熙三十五年八月丁酉 （1696年9月9日）     | 革               |
| 26   | 開音布     | 滿洲正白旗     | 康熙三十五年八月甲辰 （1696年9月16日）    | 步軍統領           | 康熙三十六年九月庚子 （1697年11月6日）    | 改鑲白旗滿洲都統 |
| 27   | 席爾達     | 滿洲鑲紅旗     | 康熙三十六年九月乙巳 （1697年11月11日）   | 左都御史           | 康熙三十八年十一月己亥 （1699年12月25日） | 改禮部尚書       |
| 28   | 馬爾漢     | 滿洲正白旗     | 康熙三十八年十一月己亥 （1699年12月25日） | 左都御史           | 康熙四十六年十二月丙戌 （1707年12月31日） | 改吏部尚書       |
| 29   | 耿額       | 滿洲           | 康熙四十六年十二月丙戌 （1707年12月31日） | 刑部尚書           | 康熙五十年十月壬午 （1711年12月6日）      | 革               |
| 30   | 殷特布     | 滿洲正紅旗     | 康熙五十年十一月丙戌 （1711年12月10日）   | 左都御史           | 康熙五十六年四月丙申 （1717年5月22日）    | 改禮部尚書       |
| 31   | 遜柱       | 滿洲鑲紅旗     | 康熙五十六年四月丙申 （1717年5月22日）    | 吏部左侍郎         | 雍正四年二月甲子 （1726年3月4日）         | 改吏部尚書       |
| 32   | 法海       | 滿洲鑲黃旗     | 雍正四年二月甲子 （1726年3月4日）         | 左都御史           | 雍正五年八月癸巳 （1727年9月24日）        | 革               |
| 33   | 查弼納     | 滿洲正黃旗     | 雍正五年八月己丑 （1727年9月20日）        | 降調吏部尚書       | 雍正九年六月 （1731年）                   | 戰死             |
| 34   | 鄂爾奇     | 滿洲鑲藍旗     | 雍正九年九月丁卯 （1731年10月7日）        | 左都御史           | 雍正十年七月丙申 （1732年8月31日）        | 改戶部尚書       |
| 35   | 性桂       | 滿洲正藍旗     | 雍正十年七月丙申 （1732年8月31日）        | 刑部尚書           | 雍正十三年八月乙酉 （1735年10月4日）      | 改吏部尚書       |
| 36   | 通智       | 滿洲正黃旗     | 雍正十三年八月乙酉 （1735年10月4日）      | 兵部左侍郎         | 乾隆元年八月丁亥 （1736年9月30日）        | 解               |
| 37   | 那蘇圖     | 滿洲鑲黃旗     | 乾隆元年八月丁亥 （1736年9月30日）        | 奉天將軍           | 乾隆二年正月庚子 （1737年2月10日）        | 改刑部尚書       |
| 38   | 訥親       | 滿洲鑲黃旗     | 乾隆二年正月庚子 （1737年2月10日）        | 內大臣             | 乾隆三年十二月己卯 （1738年11月10日）     | 改吏部尚書       |
| 39   | 鄂善       | 滿洲鑲黃旗     | 乾隆三年十二月己卯 （1738年11月10日）     | 吏部左侍郎         | 乾隆六年三月庚寅 （1741年5月10日）        | 革               |
| 40   | 班第       | 蒙古           | 乾隆六年三月庚寅 （1741年5月10日）        | 原湖廣總督         | 乾隆十三年十月丙戌 （1748年11月25日）     | 降侍郎           |
| 41   | 舒赫德     | 滿洲正白旗     | 乾隆十三年十月丙戌 （1748年11月25日）     | 戶部右侍郎         | 乾隆十三年十一月庚辰 （1749年1月18日）    | 改戶部尚書       |
| 42   | 瑚寶       | 滿洲鑲白旗     | 乾隆十三年十一月庚辰 （1749年1月18日）    | 署理甘肅巡撫       | 乾隆十四年四月戊戌 （1749年6月5日）       | 改漕運總督       |
| 43   | 哈達哈     | 滿洲鑲藍旗     | 乾隆十四年四月戊戌 （1749年6月5日）       | 工部尚書           | 乾隆十四年十二月辛卯 （1750年1月24日）    | 改工部尚書       |
| 44   | 舒赫德     | 滿洲正白旗     | 乾隆十四年十二月辛卯 （1750年1月24日）    | 戶部尚書           | 乾隆十九年七月丙午 （1754年9月15日）      | 革               |
| 45   | 班第       | 滿洲           | 乾隆十九年九月辛丑 （1754年11月9日）      | 兩廣總督           | 乾隆二十年十月甲子 （1755年11月27日）     | 戰死             |
| 46   | 傅森       | 滿洲鑲黃旗     | 乾隆二十年十二月庚戌 （1756年1月12日）    | 吉林將軍           | 乾隆二十二年二月乙酉 （1757年4月11日）    | 改吏部尚書       |
| 47   | 舒赫德     | 滿洲正白旗     | 乾隆二十二年二月乙酉 （1757年4月11日）    | 都統               | 乾隆二十二年三月辛亥 （1757年5月7日）     | 革               |
| 48   | 哈達哈     | 滿洲鑲藍旗     | 乾隆二十二年三月辛亥 （1757年5月7日）     | 兵部左侍郎         | 乾隆二十二年八月丁亥 （1757年10月10日）   | 革               |
| 49   | 雅爾哈善   | 滿洲正紅旗     | 乾隆二十二年九月戊戌 （1757年10月21日）   | 戶部右侍郎         | 乾隆二十三年七月乙巳 （1758年8月24日）    | 革               |
| 50   | 都賚       | 滿洲           | 乾隆二十三年八月甲戌 （1758年9月22日）    | 西安將軍           | 乾隆二十三年十二月丁巳 （1759年1月3日）   | 革               |
| 51   | 阿里袞     | 滿洲鑲黃旗     | 乾隆二十三年十二月戊午 （1759年1月4日）   | 吏部左侍郎         | 乾隆二十九年十一月丁卯 （1764年12月12日） | 改戶部尚書       |
| 52   | 託恩多     | 滿洲鑲紅旗     | 乾隆二十九年十一月丁卯 （1764年12月12日） | 理藩院尚書         | 乾隆三十年十一月乙酉 （1765年12月25日）   | 改吏部尚書       |
| 53   | 託庸       | 滿洲鑲黃旗     | 乾隆三十年十一月乙酉 （1765年12月25日）   | 安徽巡撫           | 乾隆三十二年三月丙寅 （1767年3月31日）    | 改工部尚書       |
| 54   | 明瑞       | 滿洲鑲黃旗     | 乾隆三十二年三月丙寅 （1767年3月31日）    | 雲貴總督           | 乾隆三十三年二月丙戌 （1768年4月14日）    | 戰死             |
| 55   | 福隆安     | 滿洲鑲黃旗     | 乾隆三十三年二月丙戌 （1768年4月14日）    | 鑾儀衛大臣         | 乾隆三十三年四月戊寅 （1768年6月5日）     | 改工部尚書       |
| 56   | 阿桂       | 滿洲正白旗     | 乾隆三十三年四月戊寅 （1768年6月5日）     | 伊犁將軍           | 乾隆三十三年六月壬午 （1768年8月8日）     | 改雲貴總督       |
| 57   | 託庸       | 滿洲鑲黃旗     | 乾隆三十三年七月甲午 （1768年8月20日）    | 刑部尚書           | 乾隆三十四年十月壬申 （1769年11月21日）   | 改吏部尚書       |
| 58   | 伊勒圖     | 滿洲正白旗     | 乾隆三十四年十月壬申 （1769年11月21日）   | 理藩院尚書         | 乾隆三十五年六月壬辰 （1770年8月8日）     | 授伊犁將軍       |
| 59   | 豐昇額     | 滿洲正白旗     | 乾隆三十九年六月壬辰 （1774年）           | 領侍衛內大臣       | 乾隆四十一年正月己丑 （1776年3月6日）     | 改戶部尚書       |
| 60   | 福隆安     | 滿洲鑲黃旗     | 乾隆四十一年正月己丑 （1776年3月6日）     | 工部尚書           | 乾隆四十九年閏三月丙辰 （1784年4月20日）  | 去世             |
| 61   | 福康安     | 滿洲鑲黃旗     | 乾隆四十九年閏三月丙辰 （1784年4月20日）  | 署理工部尚書       | 乾隆四十九年七月癸酉 （1784年9月4日）     | 改戶部尚書       |
| 62   | 慶桂       | 滿洲鑲黃旗     | 乾隆四十九年七月辛巳 （1784年9月12日）    | 工部尚書           | 乾隆五十八年四月辛卯 （1793年6月7日）     | 改荊州將軍       |
| 63   | 慶桂       | 滿洲鑲黃旗     | 乾隆五十八年八月戊子 （1793年10月2日）    | 荊州將軍           | 嘉慶四年正月丁卯 （1799年2月12日）        | 改刑部尚書       |
| 64   | 富銳       | 滿洲正紅旗     | 嘉慶四年正月戊辰 （1799年2月13日）        | 鑲藍旗蒙古都統     | 嘉慶四年五月庚辰 （1799年6月25日）        | 病免             |
| 65   | 傅森       | 滿洲鑲黃旗     | 嘉慶四年五月庚辰 （1799年6月25日）        | 左都御史           | 嘉慶六年正月壬午 （1801年2月17日）        | 改戶部尚書       |
| 66   | 祿康       | 宗室滿洲正藍旗 | 嘉慶六年正月壬午 （1801年2月17日）        | 左都御史           | 嘉慶六年二月癸酉 （1801年4月9日）         | 改刑部尚書       |
| 67   | 豐紳濟倫   | 滿洲鑲黃旗     | 嘉慶六年二月癸酉 （1801年4月9日）         | 前戶部左侍郎       | 嘉慶八年閏二月癸酉 （1803年3月30日）      | 革               |
| 68   | 長麟       | 宗室           | 嘉慶八年閏二月癸酉 （1803年3月30日）      | 署理鑲白旗蒙古都統 | 嘉慶九年六月戊辰 （1804年7月17日）        | 改刑部尚書       |
| 69   | 明亮       | 滿洲           | 嘉慶九年六月戊辰 （1804年7月17日）        | 鑲藍旗蒙古都統     | 嘉慶十六年六月壬子 （1811年7月25日）      | 革               |
| 70   | 恭阿拉     | 滿洲鑲黃旗     | 嘉慶十六年六月丙辰 （1811年7月29日）      | 工部尚書           | 嘉慶十七年十月丁卯 （1812年12月1日）      | 改禮部尚書       |
| 71   | 福慶       | 滿洲           | 嘉慶十七年十月丁卯 （1812年12月1日）      | 禮部尚書           | 嘉慶十八年十月壬戌 （1813年11月21日）     | 革               |
| 72   | 明亮       | 滿洲           | 嘉慶十八年十一月丁亥 （1813年12月16日）   | 左都御史           | 嘉慶十九年三月甲寅 （1814年5月12日）      | 改左都御史       |
| 73   | 和寧       | 滿洲           | 嘉慶十九年三月甲寅 （1814年5月12日）      | 禮部尚書           | 嘉慶十九年四月己卯 （1814年6月6日）       | 降               |
| 74   | 瑚圖禮     | 滿洲正白旗     | 嘉慶十九年四月己卯 （1814年6月6日）       | 禮部左侍郎         | 嘉慶十九年八月辛未 （1814年9月26日）      | 改戶部尚書       |
| 75   | 明亮       | 滿洲           | 嘉慶十九年八月辛未 （1814年9月26日）      | 左都御史           | 嘉慶二十二年六月甲戌 （1817年7月15日）    | 遷武英殿大學士   |
| 76   | 和寧       | 滿洲           | 嘉慶二十二年六月甲戌 （1817年7月15日）    | 工部尚書           | 嘉慶二十二年七月丙辰 （1817年8月26日）    | 改禮部尚書       |
| 77   | 伊沖阿     | 宗室滿洲正藍旗 | 嘉慶二十二年七月丙辰 （1817年8月26日）    | 工部尚書           | 嘉慶二十二年十一月乙丑 （1818年1月2日）   | 改熱河都統       |
| 78   | 和寧       | 滿洲           | 嘉慶二十二年十一月乙丑 （1818年1月2日）   | 禮部尚書           | 嘉慶二十四年正月丁巳 （1819年2月18日）    | 改刑部尚書       |
| 79   | 崇祿       | 滿洲           | 嘉慶二十四年正月丁巳 （1819年2月18日）    | 刑部尚書           | 嘉慶二十四年六月癸卯 （1819年8月3日）     | 改禮部尚書       |
| 80   | 松筠       | 蒙古正藍旗     | 嘉慶二十四年六月癸卯 （1819年8月3日）     | 禮部尚書           | 嘉慶二十四年九月癸酉 （1819年11月1日）    | 改盛京將軍       |
| 81   | 和世泰     | 滿洲           | 嘉慶二十四年九月癸酉 （1819年11月1日）    | 理藩院尚书         | 嘉慶二十五年四月乙巳 （1820年5月31日）    | 革               |
| 82   | 伯麟       | 滿洲正黃旗     | 嘉慶二十五年四月戊申 （1820年6月3日）     | 雲貴總督           | 道光元年五月庚申 （1821年6月10日）        | 遷體仁閣大學士   |
| 83   | 松筠       | 蒙古正藍旗     | 道光元年五月己巳 （1821年6月19日）        | 熱河都統           | 道光元年七月庚戌 （1821年7月30日）        | 改吏部尚書       |
| 84   | 晉昌       | 宗室滿洲正藍旗 | 道光元年七月庚戌 （1821年7月30日）        | 理藩院尚書         | 道光二年正月庚午 （1822年2月15日）        | 改盛京將軍       |
| 85   | 那清安     | 滿洲正白旗     | 道光二年六月戊辰 （1822年8月12日）        | 左都御史           | 道光三年四月甲辰 （1823年5月15日）        | 改刑部尚書       |
| 86   | 玉麟       | 滿洲正黃旗     | 道光三年四月甲辰 （1823年5月15日）        | 禮部尚書           | 道光九年六月甲戌 （1829年7月12日）        | 改伊犁將軍       |
| 87   | 松筠       | 蒙古正藍旗     | 道光九年六月甲戌 （1829年7月12日）        | 禮部尚書           | 道光十一年八月乙未 （1830年9月21日）      | 病免             |
| 88   | 穆彰阿     | 滿洲鑲藍旗     | 道光十一年八月乙未 （1830年9月21日）      | 工部尚書           | 道光十一年十二月乙酉 （1831年1月9日）     | 改工部尚書       |
| 89   | 那清安     | 滿洲正白旗     | 道光十一年十二月乙酉 （1831年1月9日）     | 左都御史           | 道光十四年十月辛酉 （1834年11月30日）     | 病免             |
| 90   | 敬徵       | 宗室滿洲鑲白旗 | 道光十四年十月辛酉 （1834年11月30日）     | 左都御史           | 道光十四年十一月丙戌 （1834年12月25日）   | 改工部尚書       |
| 91   | 奕顥       | 宗室滿洲鑲藍旗 | 道光十四年十一月丙戌 （1834年12月25日）   | 禮部尚書           | 道光十六年七月庚子 （1836年8月30日）      | 改戶部尚書       |
| 92   | 禧恩       | 宗室滿洲正藍旗 | 道光十六年七月庚子 （1836年8月30日）      | 理藩院尚書         | 道光十八年閏四月己丑 （1838年6月10日）    | 革               |
| 93   | 成格       | 滿洲正黃旗     | 道光十八年閏四月己丑 （1838年6月10日）    | 戶部右侍郎         | 道光十八年閏四月庚寅 （1838年6月11日）    | 改禮部尚書       |
| 94   | 奕顥       | 宗室滿洲鑲藍旗 | 道光十八年閏四月庚寅 （1838年6月11日）    | 戶部尚書           | 道光十八年十一月乙丑 （1839年1月12日）    | 革               |
| 95   | 裕誠       | 滿洲鑲黃旗     | 道光十八年十一月乙丑 （1839年1月12日）    | 左都御史           | 道光二十五年二月癸丑 （1845年3月29日）    | 改工部尚書       |
| 96   | 文慶       | 滿洲鑲紅旗     | 道光二十五年二月癸丑 （1845年3月29日）    | 左都御史           | 道光二十八年二月壬子 （1848年3月12日）    | 改吏部尚書       |
| 97   | 保昌       | 滿洲正藍旗     | 道光二十八年二月壬子 （1848年3月12日）    | 禮部尚書           | 道光三十年正月癸巳 （1850年4月12日）      | 去世             |
| 98   | 柏葰       | 蒙古正藍旗     | 道光三十年正月癸巳 （1850年4月12日）      | 左都御史           | 道光三十年七月丙辰 （1850年9月2日）       | 改吏部尚書       |
| 99   | 裕誠       | 滿洲鑲黃旗     | 道光三十年七月丙辰 （1850年9月2日）       | 前成都將軍         | 咸豐元年正月戊子 （1851年2月1日）         | 改戶部尚書       |
| 100  | 特登額     | 滿洲           | 咸豐元年正月戊子 （1851年2月1日）         | 工部尚書           | 咸豐二年四月辛丑 （1852年6月8日）         | 病免             |
| 101  | 桂良       | 满洲正紅旗     | 咸豐二年四月辛丑 （1852年6月8日）         | 福州將軍           | 咸豐三年九月丙午 （1853年10月6日）        | 授直隸總督       |
| 102  | 阿靈阿     | 滿洲           | 咸豐三年九月丁未 （1853年10月7日）        | 刑部尚書           | 咸豐七年正月丁卯 （1857年2月8日）         | 去世             |
| 103  | 全慶       | 滿洲正白旗     | 咸豐七年正月戊辰 （1857年2月9日）         | 工部尚書           | 咸豐九年十二月壬寅 （1859年12月30日）     | 改吏部尚書       |
| 104  | 穆蔭       | 滿洲正白旗     | 咸豐九年十二月壬寅 （1859年12月30日）     | 理藩院尚書         | 咸豐十一年十月辛酉 （1861年11月8日）      | 革               |
| 105  | 麟魁       | 滿洲鑲白旗     | 咸豐十一年十月壬戌 （1861年11月9日）      | 左都御史           | 同治元年正月己亥 （1862年2月14日）        | 去世             |
| 106  | 愛仁       | 蒙古正紅旗     | 同治元年正月己亥 （1862年2月14日）        | 工部尚書           | 同治二年十二月戊子 （1864年1月24日）      | 去世             |
| 107  | 載齡       | 宗室滿洲鑲藍旗 | 同治二年十二月戊子 （1864年1月24日）      | 左都御史           | 同治十一年六月甲子 （1872年7月16日）      | 改戶部尚書       |
| 108  | 英桂       | 滿洲正藍旗     | 同治十一年六月甲子 （1872年7月16日）      | 內大臣             | 同治十三年八月癸酉 （1874年9月13日）      | 改吏部尚書       |
| 109  | 寶鋆       | 滿洲           | 同治十三年八月癸酉 （1874年9月13日）      | 吏部尚書           | 同治十三年十一月己酉 （1874年12月18日）   | 遷體仁閣大學士   |
| 110  | 賡壽       | 滿洲           | 同治十三年十一月己酉 （1874年12月18日）   | 左都御史           | 光緒七年十月癸酉 （1881年12月5日）        | 改吏部尚書       |
| 111  | 志和       | 滿洲正藍旗     | 光緒七年十月癸酉 （1881年12月5日）        | 理藩院尚書         | 光緒九年二月甲寅 （1883年3月11日）        | 解               |
| 112  | 瑞聯       | 宗室滿洲正藍旗 | 光緒九年二月甲寅 （1883年3月11日）        | 工部尚書           | 光緒九年十一月乙未 （1883年12月17日）     | 病免             |
| 113  | 景廉       | 滿洲正黃旗     | 光緒九年十一月乙未 （1883年12月17日）     | 吏部左侍郎         | 光緒十年三月戊子 （1884年4月8日）         | 降二級調任       |
| 114  | 烏拉喜崇阿 | 滿洲鑲黃旗     | 光緒十年三月庚寅 （1884年4月10日）        | 理藩院尚書         | 光緒二十年正月壬寅 （1894年3月1日）       | 休               |
| 115  | 敬信       | 宗室           | 光緒二十年正月癸卯 （1894年3月2日）       | 左都御史           | 光緒二十一年六月庚寅 （1895年8月11日）    | 改戶部尚書       |
| 116  | 榮祿       | 滿洲正白旗     | 光緒二十一年六月庚寅 （1895年8月11日）    | 步軍統領           | 光緒二十四年四月甲子 （1898年6月10日）    | 遷文淵閣大學士   |
| 117  | 剛毅       | 滿洲鑲藍旗     | 光緒二十四年四月甲子 （1898年6月10日）    | 刑部尚書           | 光緒二十六年三月庚申 （1900年4月17日）    | 改吏部尚書       |
| 118  | 敬信       | 宗室           | 光緒二十六年三月庚申 （1900年4月17日）    | 戶部尚書           | 光緒二十六年八月甲申 （1900年9月18日）    | 改戶部尚書       |
| 119  | 裕德       | 滿洲正白旗     | 光緒二十六年八月甲申 （1900年9月18日）    | 理藩院尚書         | 光緒三十年四月癸亥 （1904年5月29日）      | 改署理禮部尚書   |
| 120  | 长庚       | 滿洲正黃旗     | 光緒三十年十月戊申 （1904年11月10日）     | 成都將軍           | 光緒三十一年六月庚戌 （1905年7月10日）    | 改伊犁將軍       |
| 121  | 松壽       | 滿洲正白旗     | 光緒三十一年十一月己卯 （1905年12月6日）  | 熱河都統           | 光緒三十二年正月癸巳 （1906年2月18日）    | 改工部尚書       |
| 122  | 清銳       | 蒙古           | 光緒三十二年正月癸巳 （1906年2月18日）    | 荊州將軍           | 光緒三十二年九月甲寅 （1906年11月6日）    | 兵部改組為陸軍部 |
| 序号 | 姓名       | 籍贯           | 上任时间                                  | 任前职务           | 卸任时间                                  | 卸任原因         |

## 兵部漢尚書
| 序号 | 姓名   | 籍贯       | 上任时间                                  | 任前职务                | 卸任时间                                  | 卸任原因              |
| ---- | ------ | ---------- | ----------------------------------------- | ----------------------- | ----------------------------------------- | --------------------- |
| 1    | 劉餘祐 | 順天宛平   | 顺治五年七月丁丑 （1648年9月1日）         | 兵部左侍郎              | 順治八年閏二月甲寅 （1651年3月27日）      | 改刑部尚書            |
| 2    | 金之俊 | 江蘇吳江   | 順治八年閏二月甲寅 （1651年3月27日）      | 工部尚書                | 順治十年正月庚寅 （1653年2月20日）        | 改左都御史            |
| 3    | 王永吉 | 江蘇高郵   | 順治十年二月甲寅 （1653年3月16日）        | 戶部左侍郎              | 順治十一年三月乙巳 （1654年5月1日）       | 改左都御史            |
| 4    | 孟明輔 | 河南祥符   | 順治十一年三月乙卯 （1654年5月11日）      | 吏部左侍郎              | 順治十一年八月辛未 （1654年9月24日）      | 降三級調任            |
| 5    | 張秉貞 | 安徽桐城   | 順治十一年八月丙子 （1654年9月29日）      | 刑部尚書                | 順治十二年五月 （1655年）                 | 去世                  |
| 6    | 李際期 | 河南孟津   | 順治十二年五月丙午 （1655年6月26日）      | 工部尚書                | 順治十二年十月 （1655年）                 | 去世                  |
| 7    | 孫廷銓 | 山東益都   | 順治十二年十月癸酉 （1655年11月20日）     | 兵部左侍郎              | 順治十三年四月己巳 （1656年5月14日）      | 改戶部尚書            |
| 8    | 梁清標 | 直隸真定   | 順治十三年四月壬申 （1656年5月17日）      | 吏部左侍郎              | 康熙五年九月丁亥 （1666年10月7日）        | 改禮部尚書            |
| 9    | 龔鼎孳 | 安徽合肥   | 康熙五年九月丙申 （1666年10月16日）       | 刑部尚書                | 康熙八年五月乙未 （1669年6月1日）         | 改禮部尚書            |
| 10   | 王宏祚 | 雲南保山   | 康熙八年五月壬寅 （1669年6月8日）         | 原戶部尚書              | 康熙九年閏二月己亥 （1670年4月1日）       | 休                    |
| 11   | 朱之弼 | 順天大興   | 康熙九年閏二月甲寅 （1670年4月16日）      | 刑部尚書                | 康熙十二年二月 （1673年）                 | 假                    |
| 12   | 王熙   | 順天宛平   | 康熙十二年五月辛卯 （1673年7月6日）       | 工部尚書                | 康熙十七年十二月甲戌 （1679年1月19日）    | 憂免                  |
| 13   | 宋德宜 | 江蘇長洲   | 康熙十七年十二月丙子 （1679年1月21日）    | 刑部尚書                | 康熙二十一年十月丁酉 （1682年11月22日）   | 改吏部尚書            |
| 14   | 李之芳 | 山東武定   | 康熙二十一年十月甲寅 （1682年12月9日）    | 浙江總督                | 康熙二十三年八月辛亥 （1684年9月26日）    | 改吏部尚書            |
| 15   | 梁清標 | 直隸真定   | 康熙二十三年九月丁卯 （1684年10月12日）   | 以戶部尚書原銜管        | 康熙二十七年二月甲寅 （1688年3月12日）    | 遷保和殿大學士        |
| 16   | 張玉書 | 江蘇丹徒   | 康熙二十七年二月壬戌 （1688年3月20日）    | 刑部尚書                | 康熙二十七年十二月己酉 （1689年1月1日）   | 改禮部尚書            |
| 17   | 李天馥 | 安徽合肥   | 康熙二十七年十二月己酉 （1689年1月1日）   | 刑部尚書                | 康熙三十年六月乙卯 （1691年6月26日）      | 改吏部尚書            |
| 18   | 杜臻   | 浙江秀水   | 康熙三十年六月癸亥 （1691年7月4日）       | 刑部尚書                | 康熙三十八年十一月己亥 （1699年12月25日） | 改禮部尚書            |
| 19   | 范承勳 | 漢軍鑲黃旗 | 康熙三十八年十一月己亥 （1699年12月25日） | 原兩江總督              | 康熙四十三年四月乙亥 （1704年5月9日）     | 休                    |
| 20   | 屠粹忠 | 浙江定海   | 康熙四十三年十月庚辰 （1704年11月10日）   | 兵部左侍郎              | 康熙四十五年五月癸未 （1706年7月6日）     | 去世                  |
| 21   | 金世榮 | 漢軍正黃旗 | 康熙四十五年五月己未 （1706年6月12日）    | 閩浙總督                | 康熙四十六年九月庚申 （1707年10月6日）    | 降五級調任            |
| 22   | 蕭永藻 | 漢軍鑲白旗 | 康熙四十六年十月庚子 （1707年11月15日）   | 左都御史                | 康熙四十九年四月乙巳 （1710年5月8日）     | 改吏部尚書            |
| 23   | 王掞   | 江蘇太倉   | 康熙四十九年四月庚戌 （1710年5月13日）    | 工部尚書                | 康熙四十九年十一月癸卯 （1711年1月1日）   | 改禮部尚書            |
| 24   | 孫徵灝 | 陝西延長   | 康熙四十九年十一月丁未 （1711年1月5日）   | 鑲白旗漢軍都統          | 康熙五十五年十月乙未 （1716年11月22日）   | 去世                  |
| 25   | 趙弘燦 | 甘肅寧夏   | 康熙五十五年十月壬辰 （1716年11月19日）   | 兩廣總督                | 康熙五十六年四月 （1717年）               | 去世                  |
| 26   | 范時崇 | 漢軍鑲黃旗 | 康熙五十六年四月丙申 （1717年5月22日）    | 左都御史                | 康熙五十九年十月甲寅 （1720年11月20日）   | 病免                  |
| 27   | 白潢   | 漢軍鑲白旗 | 康熙五十九年十月癸亥 （1720年11月29日）   | 戶部右侍郎              | 康熙六十一年十二月己巳 （1723年1月24日）  | 遷文華殿大學士        |
| 28   | 陳元龍 | 浙江海寧   | 康熙六十一年十二月己巳 （1723年1月24日）  | 禮部尚書                | 雍正元年 （1723年）                       | 命守景陵              |
| 29   | 盧詢   | 漢軍旗     | 雍正元年九月壬午 （1723年10月4日）        | 刑部右侍郎              | 雍正三年七月丙辰 （1725年8月28日）        | 解 專任正黃旗漢軍都統 |
| 30   | 蔡珽   | 漢軍旗     | 雍正三年七月丙辰 （1725年8月28日）        | 左都御史                | 雍正四年十月癸酉 （1726年11月8日）        | 降奉天府尹            |
| 31   | 何天培 | 漢軍正白旗 | 雍正四年十二月壬午 （1726年11月16日）     | 京口將軍                | 雍正六年二月庚戌 （1728年4月8日）         | 降                    |
| 32   | 嵇曾筠 | 江蘇長洲   | 雍正六年二月庚戌 （1728年4月8日）         | 吏部左侍郎              | 雍正六年四月乙巳 （1728年6月2日）         | 改吏部尚書            |
| 33   | 石文焯 | 漢軍正白旗 | 雍正六年五月辛未 （1727年6月28日）        | 吏部左侍郎              | 雍正六年十月癸巳 （1727年11月17日）       | 改禮部尚書            |
| 34   | 路振揚 | 陝西長安   | 雍正六年十月癸巳 （1727年11月17日）       | 陝西提督                | 雍正七年十一月丙子 （1728年12月25日）     | 改鑾儀使              |
| 35   | 馬會伯 | 甘肅寧夏   | 雍正七年十一月丙子 （1728年12月25日）     | 湖北巡撫 署理肅州鎮總兵 | 雍正八年六月癸亥 （1729年8月9日）         | 革                    |
| 36   | 唐執玉 | 江蘇武進   | 雍正八年六月癸亥 （1729年8月9日）         | 左都御史                | 雍正九年九月丁亥 （1730年10月27日）       | 病免                  |
| 37   | 史貽直 | 江蘇溧陽   | 雍正九年十一月乙丑 （1730年12月4日）      | 左都御史                | 雍正十一年十二月己未 （1733年1月16日）    | 改戶部尚書            |
| 38   | 涂天相 | 湖北孝感   | 雍正十一年十二月己未 （1733年1月16日）    | 刑部尚書                | 雍正十二年十二月 （1734年）               | 免                    |
| 39   | 魏廷珍 | 直隸景州   | 雍正十二年十二月丁巳 （1735年1月9日）     | 漕運總督                | 雍正十三年二月庚戌 （1735年3月3日）       | 改禮部尚書            |
| 40   | 高起   | 漢軍鑲黃旗 | 雍正十三年二月庚戌 （1735年3月3日）       | 兵部右侍郎              | 雍正十三年九月丁酉 （1735年10月16日）     | 解                    |
| 41   | 甘汝來 | 江西奉新   | 雍正十三年九月丁酉 （1735年10月16日）     | 禮部右侍郎              | 乾隆三年十月甲辰 （1738年12月6日）        | 改吏部尚書            |
| 42   | 楊超曾 | 湖南武陵   | 乾隆三年十月甲辰 （1738年12月6日）        | 廣西巡撫                | 乾隆五年九月癸酉 （1740年10月25日）       | 改吏部尚書            |
| 43   | 史貽直 | 江蘇溧陽   | 乾隆五年九月癸酉 （1740年10月25日）       | 刑部尚書                | 乾隆七年正月壬戌 （1742年2月6日）         | 改吏部尚書            |
| 44   | 任蘭枝 | 江蘇溧陽   | 乾隆七年正月壬戌 （1742年2月6日）         | 禮部尚書                | 乾隆七年七月己巳 （1742年8月12日）        | 改禮部尚書            |
| 45   | 陳惪華 | 江蘇沭陽   | 乾隆七年七月己巳 （1742年8月12日）        | 戶部尚書                | 乾隆九年正月辛巳 （1744年2月15日）        | 解                    |
| 46   | 王安國 | 江蘇高郵   | 乾隆九年正月辛巳 （1744年2月15日）        | 左都御史 管廣東巡撫事   | 乾隆九年正月庚子 （1744年3月5日）         | 憂免                  |
| 47   | 彭維新 | 湖南茶陵   | 乾隆九年正月庚子 （1744年3月5日）         | 戶部右侍郎              | 乾隆十二年七月甲辰 （1747年10月20日）     | 解                    |
| 48   | 陳大受 | 湖南祁陽   | 乾隆十二年九月丁巳 （1747年11月2日）      | 福建巡撫                | 乾隆十三年四月乙卯 （1748年4月28日）      | 改吏部尚書            |
| 49   | 梁詩正 | 浙江錢塘   | 乾隆十三年四月乙丑 （1748年5月8日）       | 戶部尚書                | 乾隆十五年正月丁未 （1750年2月9日）       | 改吏部尚書            |
| 50   | 李元亮 | 漢軍鑲黃旗 | 乾隆十五年正月丁未 （1750年2月9日）       | 戶部左侍郎              | 乾隆二十四年正月癸卯 （1759年2月18日）    | 改戶部尚書            |
| 50a  | 孫嘉淦 | 山西興縣   | 乾隆十五年                                | 兵部右侍郎              |                                           | 改工部尚書            |
| 51   | 梁詩正 | 浙江錢塘   | 乾隆二十四年正月癸卯 （1759年2月18日）    | 工部尚書                | 乾隆二十六年五月丁未 （1761年6月11日）    | 改吏部尚書            |
| 52   | 劉綸   | 江蘇武進   | 乾隆二十六年五月丁未 （1761年6月11日）    | 左都御史                | 乾隆二十八年五月甲戌 （1763年6月28日）    | 改戶部尚書            |
| 53   | 陳宏謀 | 廣西臨桂   | 乾隆二十八年五月甲戌 （1763年6月28日）    | 湖南巡撫                | 乾隆二十八年六月壬寅 （1763年7月26日）    | 改戶部尚書            |
| 54   | 彭啓豐 | 江蘇長洲   | 乾隆二十八年六月壬寅 （1763年7月26日）    | 左都御史                | 乾隆三十一年十月癸丑 （1766年11月18日）   | 降兵部左侍郎          |
| 55   | 陸宗楷 | 浙江仁和   | 乾隆三十一年十月甲寅 （1766年11月19日）   | 吏部左侍郎              | 乾隆三十四年七月己亥 （1769年8月20日）    | 改禮部尚書            |
| 56   | 蔡新   | 福建漳浦   | 乾隆三十四年七月己亥 （1769年8月20日）    | 刑部尚書                | 乾隆三十八年八月己丑 （1773年9月18日）    | 改禮部尚書            |
| 57   | 嵇璜   | 江蘇無錫   | 乾隆三十八年八月己丑 （1773年9月18日）    | 工部尚書                | 乾隆四十年十二月丁未 （1776年1月24日）    | 改工部尚書            |
| 58   | 蔡新   | 福建漳浦   | 乾隆四十年十二月丁未 （1776年1月24日）    | 禮部尚書                | 乾隆四十五年九月戊寅 （1780年9月30日）    | 改吏部尚書            |
| 59   | 周煌   | 四川涪州   | 乾隆四十五年九月戊寅 （1780年9月30日）    | 工部尚書                | 乾隆四十九年三月丁亥 （1784年3月22日）    | 改左都御史            |
| 60   | 王杰   | 陝西韓城   | 乾隆四十九年三月丁亥 （1784年3月22日）    |                         | 乾隆五十二年正月丁亥 （1787年3月7日）     | 遷東閣大學士          |
| 61   | 彭元瑞 | 江西南昌   | 乾隆五十二年正月丁亥 （1787年3月7日）     | 禮部尚書                | 乾隆五十四年三月乙丑 （1789年4月3日）     | 改吏部尚書            |
| 62   | 孫士毅 | 浙江仁和   | 乾隆五十四年三月乙丑 （1789年4月3日）     | 兩廣總督                | 乾隆五十五年四月癸酉 （1790年6月5日）     | 改四川總督            |
| 63   | 李世傑 | 貴州黔西   | 乾隆五十五年四月癸酉 （1790年6月5日）     | 原四川總督              | 乾隆五十五年七月戊戌 （1790年8月29日）    | 未任，休              |
| 64   | 劉峩   | 山東單縣   | 乾隆五十五年七月己亥 （1790年8月30日）    | 兵部右侍郎              | 乾隆六十年八月丙申 （1795年9月30日）      | 休                    |
| 65   | 朱珪   | 順天大興   | 乾隆六十年八月丙申 （1795年9月30日）      | 左都御史                | 嘉慶元年六月乙亥 （1796年7月5日）         | 授兩廣總督            |
| 66   | 紀昀   | 直隸獻縣   | 嘉慶元年六月乙亥 （1796年7月5日）         | 禮部尚書                | 嘉慶元年十月丙戌 （1796年11月13日）       | 改左都御史            |
| 67   | 沈初   | 浙江平湖   | 嘉慶元年十月丙戌 （1796年11月13日）       | 左都御史                | 嘉慶二年三月癸亥 （1797年4月19日）        | 改吏部尚書            |
| 68   | 朱珪   | 直隸獻縣   | 嘉慶二年三月癸亥 （1797年4月19日）        | 安徽巡撫                | 嘉慶二年八月丙辰 （1797年10月9日）        | 改吏部尚書            |
| 69   | 金士松 | 江蘇吳江   | 嘉慶二年八月丙辰 （1797年10月9日）        | 禮部尚書                | 嘉慶五年正月癸亥 （1800年2月3日）         | 去世                  |
| 70   | 張若渟 | 安徽桐城   | 嘉慶五年正月甲子 （1800年2月4日）         | 戶部右侍郎              | 嘉慶五年六月丁卯 （1800年8月6日）         | 改刑部尚書            |
| 71   | 汪承霈 | 安徽休寧   | 嘉慶五年六月丁卯 （1800年8月6日）         | 左都御史                | 嘉慶七年七月戊戌 （1802年8月27日）        | 改左都御史            |
| 72   | 戴衢亨 | 安徽休宁   | 嘉慶七年七月戊戌 （1802年8月27日）        | 戶部左侍郎              | 嘉慶八年六月戊子 （1803年8月12日）        | 改工部尚書            |
| 73   | 費淳   | 浙江錢塘   | 嘉慶八年六月戊子 （1803年8月12日）        | 兩江總督                | 嘉慶九年六月戊辰 （1804年7月17日）        | 改吏部尚書            |
| 74   | 劉權之 | 湖南長沙   | 嘉慶九年六月戊辰 （1804年7月17日）        | 吏部尚書                | 嘉慶十年二月辛未 （1805年3月17日）        | 改禮部尚書            |
| 75   | 陳大文 | 河南杞縣   | 嘉慶十年二月辛未 （1805年3月17日）        | 左都御史                | 嘉慶十年五月己亥 （1805年6月13日）        | 病免                  |
| 76   | 鄒炳泰 | 江蘇無錫   | 嘉慶十年五月己亥 （1805年6月13日）        | 左都御史                | 嘉慶十二年正月丙午 （1807年2月10日）      | 改吏部尚書            |
| 77   | 劉權之 | 湖南長沙   | 嘉慶十二年正月丙午 （1807年2月10日）      | 左都御史                | 嘉慶十六年五月辛巳 （1811年6月24日）      | 遷體仁閣大學士        |
| 78   | 劉鐶之 | 山東諸城   | 嘉慶十六年五月辛巳 （1811年6月24日）      | 戶部右侍郎              | 嘉慶十九年六月辛巳 （1814年8月7日）       | 改戶部尚書            |
| 79   | 初彭齡 | 山東萊陽   | 嘉慶十九年六月辛巳 （1814年8月7日）       | 倉場侍郎                | 嘉慶二十年正月丁酉 （1815年2月19日）      | 降內閣學士候補        |
| 80   | 吳璥   | 浙江錢塘   | 嘉慶二十年正月癸卯 （1815年2月25日）      | 河東河道總督            | 嘉慶二十二年三月辛未 （1817年5月13日）    | 改刑部尚書            |
| 81   | 盧蔭溥 | 山東德州   | 嘉慶二十二年三月辛未 （1817年5月13日）    | 禮部尚書                | 嘉慶二十二年九月辛酉 （1817年10月30日）   | 改戶部右侍郎          |
| 82   | 章煦   | 浙江錢塘   | 嘉慶二十二年九月辛酉 （1817年10月30日）   | 病愈授職                | 嘉慶二十三年三月庚戌 （1818年4月17日）    | 遷文淵閣大學士        |
| 83   | 戴聯奎 | 江蘇如皋   | 嘉慶二十三年三月庚戌 （1818年4月17日）    | 禮部尚書                | 嘉慶二十五年三月甲子 （1820年4月20日）    | 降                    |
| 84   | 劉鐶之 | 山東諸城   | 嘉慶二十五年三月戊辰 （1820年4月24日）    | 左都御史                | 嘉慶二十五年九月壬戌 （1820年10月15日）   | 改吏部尚書            |
| 85   | 茹棻   | 浙江會稽   | 嘉慶二十五年九月壬戌 （1820年10月15日）   | 工部尚書                | 道光元年八月癸巳 （1821年9月11日）        | 去世                  |
| 86   | 初彭齡 | 山東萊陽   | 道光元年八月癸巳 （1821年9月11日）        | 禮部右侍郎              | 道光元年十二月癸巳 （1822年1月9日）       | 改工部尚書            |
| 87   | 戴聯奎 | 江蘇如皋   | 道光元年十二月癸巳 （1822年1月9日）       | 禮部右侍郎              | 道光二年二月壬辰 （1823年3月9日）         | 去世                  |
| 88   | 王宗誠 | 安徽青陽   | 道光二年二月壬辰 （1823年3月9日）         | 禮部左侍郎              | 道光十七年正月壬辰 （1837年2月18日）      | 去世                  |
| 89   | 朱士彥 | 江蘇寶應   | 道光十七年正月壬辰 （1837年2月18日）      | 署理吏部尚書            | 道光十八年五月癸丑 （1838年7月11日）      | 改吏部尚書            |
| 90   | 卓秉恬 | 四川華陽   | 道光十八年五月癸丑 （1838年7月11日）      | 左都御史                | 道光二十年二月丁卯 （1840年3月9日）       | 改戶部尚書            |
| 91   | 祁寯藻 | 山西壽陽   | 道光二十年二月丁卯 （1840年3月9日）       | 左都御史                | 道光二十一年閏三月丙寅 （1841年5月2日）   | 改戶部尚書            |
| 92   | 許乃普 | 浙江錢塘   | 道光二十一年閏三月丙寅 （1841年5月2日）   | 戶部左侍郎              | 道光二十五年四月丙辰 （1845年5月31日）    | 降五級調任            |
| 93   | 何汝霖 | 江蘇江寧   | 道光二十五年四月丙辰 （1845年5月31日）    | 戶部左侍郎              | 道光二十七年五月丙戌 （1847年6月20日）    | 憂免                  |
| 94   | 魏元烺 | 直隸昌黎   | 道光二十七年五月丙戌 （1847年6月20日）    | 禮部尚書                | 咸豐四年九月乙未 （1854年11月19日）       | 去世                  |
| 95   | 翁心存 | 江蘇常熟   | 咸豐四年九月乙未 （1854年11月19日）       | 戶部右侍郎              | 咸豐四年十一月庚寅 （1855年1月13日）      | 改吏部尚書            |
| 96   | 周祖培 | 安徽金寨   | 咸豐四年十一月庚寅 （1855年1月13日）      | 左都御史                | 咸豐六年十一月癸酉 （1856年12月16日）     | 改吏部尚書            |
| 97   | 朱鳳標 | 浙江蕭山   | 咸豐六年十一月癸酉 （1856年12月16日）     | 戶部尚書                | 咸豐八年九月壬午 （1858年10月16日）       | 改戶部尚書            |
| 98   | 陳孚恩 | 江西新城   | 咸豐八年九月壬午 （1858年10月16日）       | 署理禮部尚書            | 咸豐十年九月甲午 （1860年10月17日）       | 改吏部尚書            |
| 99   | 沈兆霖 | 浙江錢塘   | 咸豐十年九月甲午 （1860年10月17日）       | 左都御史                | 咸豐十年十二月丙戌 （1861年2月6日）       | 改戶部尚書            |
| 100  | 朱鳳標 | 浙江蕭山   | 咸豐十年十二月丙戌 （1861年2月6日）       | 左副都御史              | 咸豐十一年十月癸亥 （1861年11月10日）     | 改吏部尚書            |
| 101  | 萬青藜 | 江西德化   | 咸豐十一年十月癸亥 （1861年11月10日）     | 左都御史                | 同治四年十一月壬申 （1865年12月28日）     | 改禮部尚書            |
| 102  | 曹毓瑛 | 江蘇江陰   | 同治四年十一月壬申 （1865年12月28日）     | 左都御史                | 同治五年三月甲戌 （1866年4月29日）        | 去世                  |
| 103  | 董恂   | 江蘇甘泉   | 同治五年三月丙戌 （1866年5月11日）        | 左都御史                | 同治八年六月辛酉 （1869年7月29日）        | 改戶部尚書            |
| 104  | 鄭敦謹 | 湖南長沙   | 同治八年六月辛酉 （1869年7月29日）        | 工部尚書                | 同治九年四月甲辰 （1870年5月8日）         | 改刑部尚書            |
| 105  | 沈桂芬 | 順天宛平   | 同治九年四月甲辰 （1870年5月8日）         | 左都御史                | 光緒七年正月丙寅 （1881年2月1日）         | 去世                  |
| 106  | 李鴻藻 | 直隸高陽   | 光緒七年正月丙寅 （1881年2月1日）         | 前工部尚書              | 光緒八年正月辛亥 （1882年3月13日）        | 改吏部尚書            |
| 107  | 毛昶熙 | 河南武陟   | 光緒八年正月辛亥 （1882年3月13日）        | 前吏部尚書              | 光緒八年二月丁卯 （1882年3月29日）        | 去世                  |
| 108  | 張之萬 | 直隸南皮   | 光緒八年二月戊辰 （1882年3月30日）        | 前閩浙總督              | 光緒九年正月丙午 （1883年3月3日）         | 改刑部尚書            |
| 109  | 彭玉麟 | 湖南衡陽   | 光緒九年正月丙午 （1883年3月3日）         | 前兵部右侍郎            | 光緒十四年六月甲辰 （1888年8月1日）       | 病免                  |
| 110  | 許庚身 | 浙江仁和   | 光緒十四年七月壬子 （1888年8月9日）       | 吏部右侍郎              | 光緒十九年十二月庚戌 （1894年1月8日）     | 去世                  |
| 111  | 孫毓汶 | 山東濟寧   | 光緒十九年十二月丁巳 （1894年1月15日）    | 刑部尚書                | 光緒二十一年六月甲戌 （1895年7月26日）    | 病免                  |
| 112  | 徐郙   | 江蘇嘉定   | 光緒二十一年六月己卯 （1895年7月31日）    | 左都御史                | 光緒二十五年十一月己巳 （1899年12月27日） | 改吏部尚書            |
| 113  | 徐用儀 | 浙江海鹽   | 光緒二十五年十一月己巳 （1899年12月27日） | 左都御史                | 光緒二十六年七月丙辰 （1900年8月11日）    | 殺                    |
| 114  | 徐會灃 | 山東諸城   | 光緒二十六年七月戊午 （1900年8月13日）    | 工部尚書                | 光緒三十一年十二月庚戌 （1906年1月6日）   | 去世                  |
| 115  | 呂海寰 | 順天大興   | 光緒三十一年十二月庚戌 （1906年1月6日）   | 工部尚書                | 光緒三十二年九月甲寅 （1906年11月6日）    | 兵部改組為陸軍部      |
| 序号 | 姓名   | 籍贯       | 上任时间                                  | 任前职务                | 卸任时间                                  | 卸任原因              |